# 影 (X-ファイルのエピソード)
「影」（原題：Shadows）は、『X-ファイル』のシーズン1第6話で、1993年10月22日にFOXが初めて放映した。

## スタッフ
- 監督：マイケル・ラング
- 脚本：グレン・モーガン、ジェームズ・ウォン

## キャスト

### レギュラー
- デイヴィッド・ドゥカヴニー - フォックス・モルダー特別捜査官
- ジリアン・アンダーソン - ダナ・スカリー特別捜査官

### ゲスト
- バリー・プリマス - ロバート・ドーランド
- リサ・ワルツ - ローレン・カイト
- ロレーナ・ゲイル - エレン・ブレッドソー
- ヴィーナ・スード - ミス・サンダース
- ダリル・ヘイズ - ウェブスター

## ストーリー
ペンシルベニア州フィラデルフィアにて、ATMでお金を振り込んでいた女性、ローレン・カイトは2人の強盗に金を奪われてしまった。その後、強盗二人の死体が裏通りで発見される。
モルダーとスカリーは正体不明のエージェントからの依頼を受けて強盗殺害事件の捜査に出向いた。強盗2人の死体は電気を帯びており、喉を内部の圧力で潰されていた。その頃、ローレンは1週間前に自殺したハワード・グレイヴスの死から立ち直ることができずにいた。そして、ローレンは上司のロバート・ドーランドに辞職を申し出る。
モルダーとスカリーは強盗の一人がイランのテロリストであったことを突き止める。その男はATMの監視カメラを使って、ローレンを追跡していた。その映像を見てみると、ハワードと思われる男の影が不鮮明に映っていた。2人はローレンの自宅を訪れ、ハワードについて質問したが、ローレンは何も知らないと答えるだけだった。ローレンの自宅から去ろうとしたとき、2人の車は一時コントロールを失った。調査の結果、車が改造された形跡こそ見つからなかったが、自動車の内部が電気を帯びていたと判明した。
2人はハワードの墓を訪れ、ハワードの自殺と幼くして亡くなった彼の娘についての情報を得る。スカリーはハワードが自殺を偽装したのではないかと疑い、ハワードを検死した医者に会いに行く。そこでの再調査の結果、ハワードは確かに死んでいたことが分かった。その夜、ローレンはバスタブから血が溢れ出てくる幻覚に襲われ、ハワードの死が自殺ではなく、他殺によるものであることを直感する。一方、ドーランドはローレンが自分が犯した犯罪に関する確たる証拠を持っていると思い込み、パーティ帰りのローレンを脅迫しただけでなく、2人の暗殺者をローレンのもとに送り込むが、この2人は見えない何かの力で殺される。その際、男の一人の体が空中に浮いているのを駆けつけたモルダーが目撃した。
やがて、ハワードとドーランドの経営する会社が、イランのテロリスト集団に技術を供与していた疑いで捜査対象になっていたことが判明する。また、ローレンもモルダーとスカリーに、テロリストとの取引があったこと、ドーランドがハワードを殺したのではと疑っていることを伝えたたうえで、ローレンはハワードの霊が強盗と暗殺者を殺したのではないかという考えを述べた。いつもは懐疑的なスカリーもこの時ばかりはローレンの考えを支持した。モルダーはそんなスカリーの様子に混乱するが、ローレンが部屋を出た後、スカリーはローレンに調子を合わせていただけで、彼女の話を信じたわけではないとモルダーに言った。正体不明の捜査官たちはドーランドの会社を家宅捜索したが、技術供与を行った証拠を発見できなかった。ドーランドがローレンをナイフで襲ったとき、ハワードの霊がそのナイフを奪い、壁紙を切り裂いた。その中には証拠となるディスクが隠されていた。
事件が解決してから1週間後、ローレンは新しい仕事に就く。新しい職場で突然ローレンの近くにあったティーカップが震えだした。それはその時近くを通りかかった車によるものなのか、それともハワードの霊がやったものなのかがはっきりしないままこのエピソードは終わる。

## 製作
本エピソードはモルダーとスカリーは人助けをするエピソードをもっと増やしてほしいというFOXからの要請に応じて作られた。ただし、その条件を満たす限りにおいて、脚本家が自由に物語を創作する余地も与えられていた。グレン・モーガンによると本エピソードは1983年公開のホラー映画『エンティティー 霊体』にインスパイアされたものである。
アシスタント・ディレクターを務めたトム・ブレイドウッド（後にローン・ガンメンの一人、メルヴィン・フロヒキー役でシリーズに登場。）の名前がハワードとドーランドの会社の駐車場の割り当て表に記載されている。
本エピソードのホラー要素を強調するため、FOXは本エピソードの宣伝で「一人で見てはいけない」という文句を使用した。
作中、モルダーは「今までに死を偽装できたのはエルヴィス・プレスリーだけだよ。」というジョークを飛ばす。これ以降、シリーズを通してプレスリーにまつわるジョークが使われることになった。また、モルダーがポルターガイストが発生したか否かを判断できずにいたときに、スカリーが「ここにいるわよ。」とモルダーをからかうシーンがある。このシーンは1982年公開の映画『ポルターガイスト』へのオマージュである。

## 評価
1993年10月22日、FOXは本エピソードを初めてアメリカで放映し、880万人の視聴者（560万世帯）を獲得した。
『エンターテインメント・ウィークリー』は本エピソードにC+評価を下し、「きわめて拙い作品」「イランのテロリストなどという政治的なものを持ち出したのが却って弱点となっている。」と述べている。『A.V.クラブ』のキース・フィップスも本エピソードにC+評価を下し、「プロットはよくできている。しかし、「影」に出てくるポルターガイストの描写はやや陳腐なものだ。」と述べている。一方、『デン・オブ・ギーク』のマット・ハイは本エピソードを高く評価しており、「見てて楽しかった」「登場人物の描写と入念に練り上げられたプロットのおかげで、「影」はシリーズの中でも良作に属するエピソードの一つとなった。ただ、シリーズの中でもずば抜けていい出来だったとまでは言えない。」と語っている。
ジェームズ・ウォンは「言われたとおりに脚本を修正したばかりに「影」は凡庸な出来栄えになってしまった。」「そんな脚本でも、監督のマイケル・ラングはいい仕事をしてくれた。」と当時を振り返っている。グレン・モーガンも「視聴者がどこかで見たことがあるようなありきたりな作品だ。しかし、それはシーズン1製作時のFOXが求めたものなんだ。」と語っている。その一方で、クリス・カーターは本エピソードをより肯定的に評価しており、「視覚効果の素晴らしい、王道ストーリーの作品だ。出来栄えもいい。」と述べている。

## 凧実験の隠喩
本エピソードにはベンジャミン・フランクリンが雷の性質を調べるために行った凧の実験を思わせるような設定がいくつか存在する。ローレンがハワードの机から取り出した文鎮にはフランクリンのエピグラムが刻まれており、その文鎮を憑代として、ハワードの霊は電気を操るなどのサイコキネシスを獲得することができた。さらに、ローレン・カイト（Kyte）という名前自体がKite（カイト、凧）と同じ音である。また、ローレンはフィラデルフィアで働いていたが、彼女の自宅はベンセイラムの「858 フランクリン」に位置していた。地元の伝承によると（歴史的事実ではない）、フランクリンはベンセイラムにあるグローデン・マンションの庭で凧実験を行い、それを記念してその地名にBenの文字が入り「ベンセイラム（Bensalem）」と呼ばれるようになったという。だから、ローレンの自宅はベンセイラムのフランクリン通りに位置している設定になったのである。

## メディアミックス
2000年、エレン・スタイバーは本エピソードをヤングアダルト小説に翻案し、「Haunted」というタイトルでハーパーコリンズから出版した。